# Anthony Mahoungou
(en) Statistiques sur statscrew

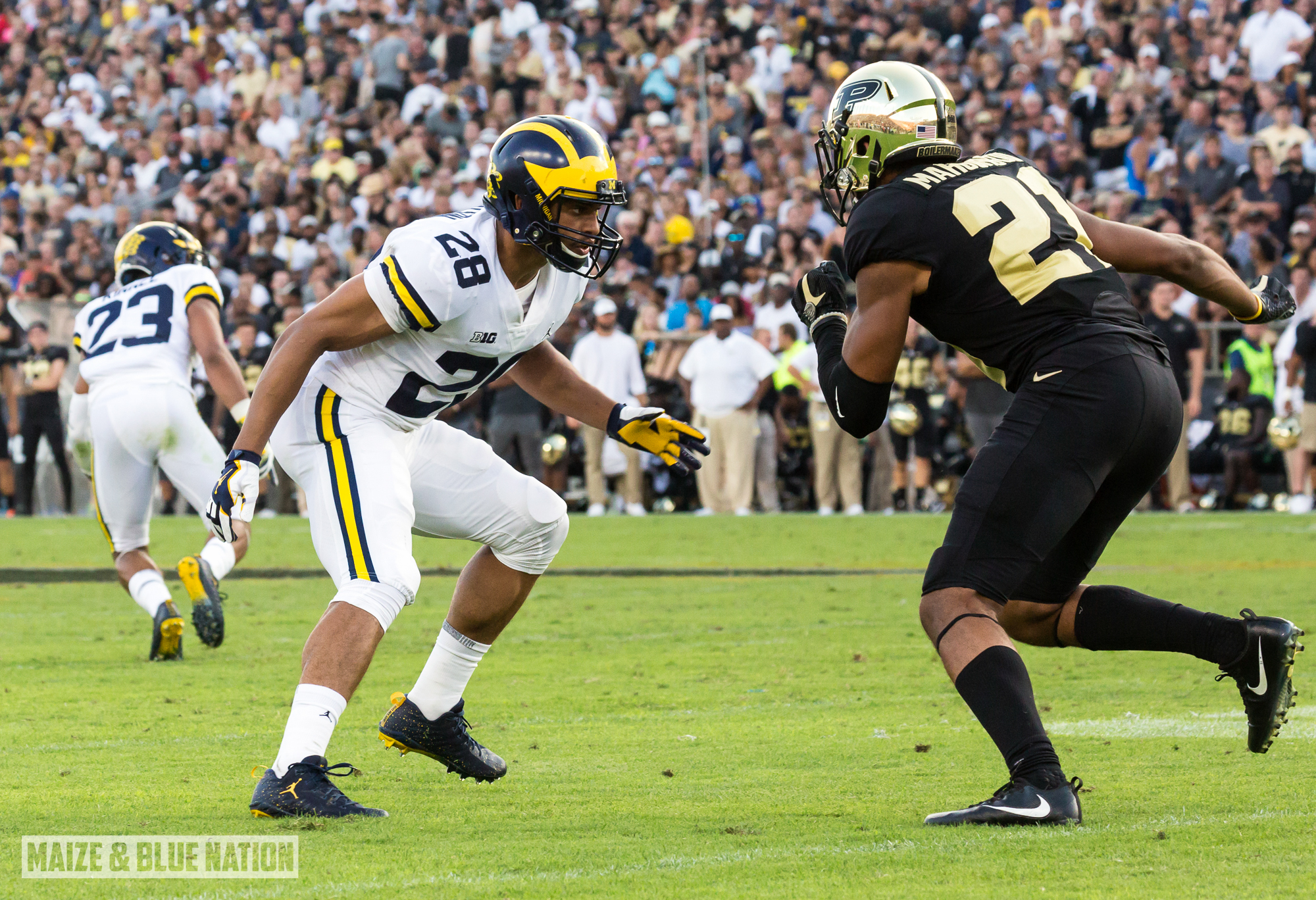
Mahoungou (no 21) avec Purdue contre Michigan en 2017.

Anthony Mahoungou est un joueur français de football américain et de football canadien né le 12 février 1994 à Paris.
Il a joué au niveau universitaire américain pour les Boilermakers de Purdue dans la NCAA Division I FBS pendant trois saisons (2015-2017). 
Joueur professionnel depuis 2018, il effectue l'avant saison avec la franchise NFL des Eagles de Philadelphie mais n'est pas conservé dans l'effectif final. Il revient jouer en Europe dans la GFL où il est engagé par Francfort Universe (2019–2020). En 2021, il remporte la première saison de l'European League of Football (ELF) avec la Francfort Galaxy avant de rejoindre la Ligue canadienne de football (LCF) où il joue pour les Rouge et Noir d'Ottawa (2021-2022).
Il signe en 2023 avec les Rhein Fire pour participer à la 3e saison de l'ELF.

## Biographie

### Jeunesse
Anthony commence à jouer au football américain à l'âge de 13 ans dans l'équipe cadet du Flash de La Courneuve située en région parisienne. Il rejoint le club après avoir accompagné son frère Axel, qui était passionné par un manga appelé EyeShield 21 qui faisait la part belle au football américain. Il reste au club jusqu'à ses 20 ans avant d'être repéré par des recruteurs du football universitaire américain.

### Carrière sportive

#### Parcours universitaire
Après un passage par le Junior College de West Hills College Coalinga (en) en Californie, Anthony intègre l'université Purdue où il joue au football américain pour leur équipe des Boilermakers dans la NCAA Division I FBS. Il y joue au poste de wide receiver de 2015 à 2017 et y remporte 38 à 35 le Foster Farms Bowl 2017 disputé contre les Wildcats de l'Arizona.

#### Parcours professionnel
Le Français n'est pas sélectionné lors de la draft 2018 mais il signe néanmoins en tant qu'agent libre avec les Eagles de Philadelphie. Il ne joue pas lors des matchs de pré-saison bien que faisant partie de l'équipe à ce moment-là. Il n'est pas conservé dans l'effectif final et il termine sa saison 2018 sans disputer de matchs.
En 2019, Mahounghou rejoint la GFL avec l'équipe des Francfort Universe. Il y réalise de bonnes performances lors de la saison 2019, se classant 3e de son équipe au nombre de yards gagnés tout en ne disputant que neuf matchs au contraire de la plupart de ses collègues qui ont pu en disputer jusqu'à seize. Son ratio de yards gagnés par match est de ce fait le plus élevé de l'équipe. Le Francfort Universe gagne 11 des 14 matchs de la division Sud de la ligue et se qualifie pour la phase finale (playoffs) Ils sont néanmoins éliminés en demi-finales par les New Yorker Lions.
Après une année sans jouer à la suite de la pandémie de Covid-19, il annonce en 2021 avoir signé avec la franchise des Francfort Galaxy qui évolue dans la nouvelle European League of Football (EFL). Il y reprend sa place au poste de receveur. Il réalise une bonne saison et gagne avec son équipe la première finale de l'ELF. 
À la suite de ses performances, il est sélectionné pour le All Star Game mais ne reçoit aucune phase de jeu.
Le 15 avril 2021, Mahounghou est sélectionné en 9e choix lors du premier tour de la draft globale 2021 de la Ligue Canadienne de Football (en) par l'équipe du Rouge et Noir d'Ottawa.
En février 2023, il signe avec Rhein Fire pour jouer en European Football League et y remporte son deuxième titre en ELF.

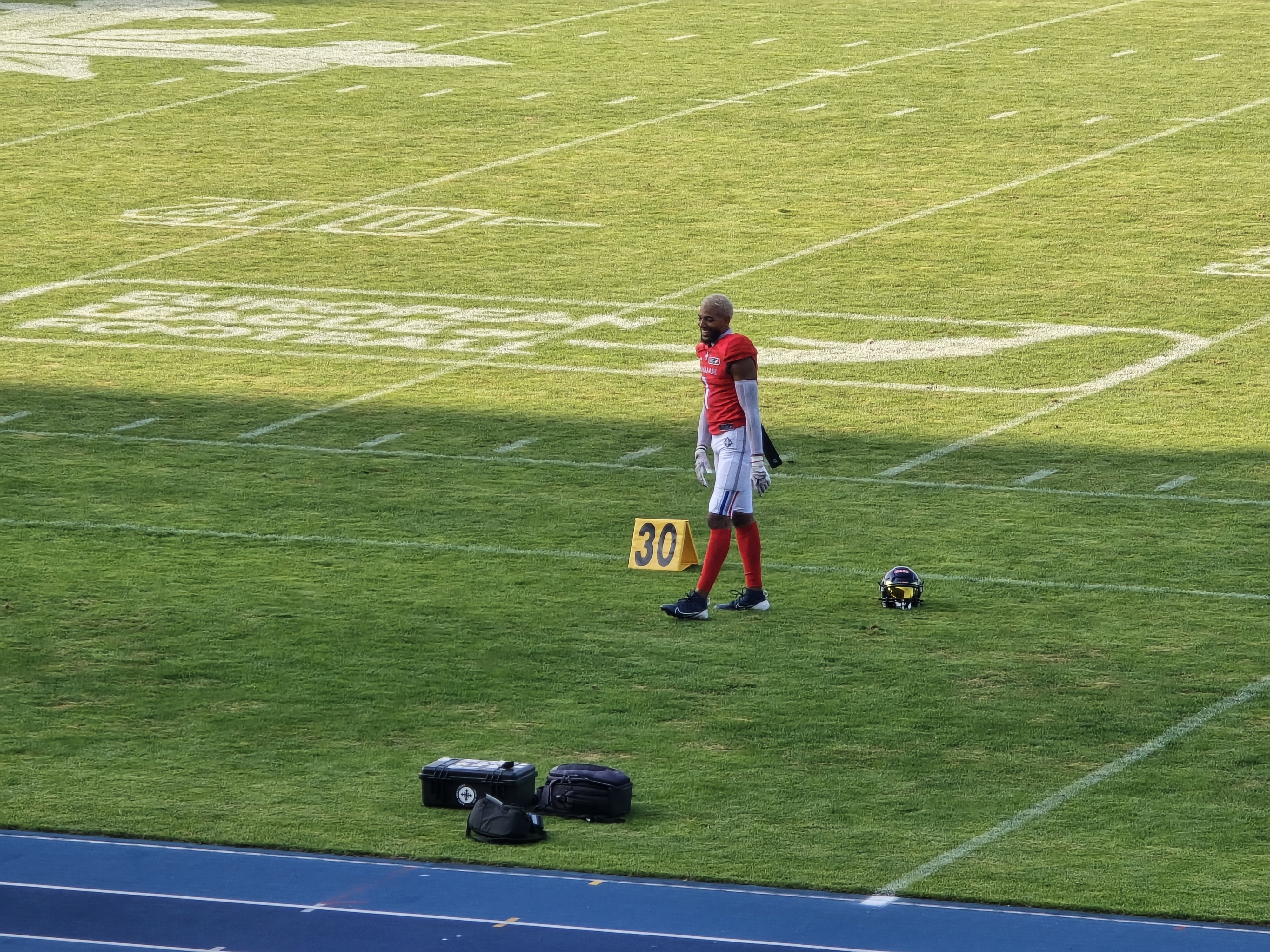
Anthony Mahoungou sous le maillot des Mousquetaires de Paris en 2025.

Les Mousquetaires de Paris annoncent lors d'une conférence de presse retransmise sur leurs réseaux sociaux que Mahounghou rejoint leur équipe pour la saison 2024, revenant ainsi jouer pour une équipe française après une absence de plus d'une décennie. Malgré une saison assez décevante liée à des blessures (les plus faibles statistiques de sa carrière), Mahoungou prolonge avec Paris lors de la saison 2025.

### Carrière médiatique
En 2020, lors de la reprise de la saison 2020 de la NFL, Mahoungou devient consultant pour La chaîne L'Équipe et y commente l'ensemble des matches diffusés en compagnie du journaliste franco-américain Peter Anderson.

## Statistiques
Dernière mise à jour : 17 août 2025,,,,,
| Année | Équipe                       | Compétition     | MJ |     | Réceptions | Réceptions | Réceptions | Réceptions | Réceptions | Réceptions |
| ----- | ---------------------------- | --------------- | -- | --- | ---------- | ---------- | ---------- | ---------- | ---------- | ---------- |
| Année | Équipe                       | Compétition     | MJ | Nb. | Yards      | Y/R        | TD         | + Lg.      | Y/M        |            |
| 2014  | Falcons du WHC Coalinga (en) | CCCAA (en)      | 11 | 39  | 739        | 18,9       | 09         | 71         | 67,8       |            |
| 2015  | Boilermakers de Purdue       | NCAA Div. I FBS | 03 | 08  | 093        | 11,6       | 0          | 24         | 31,0       |            |
| 2016  | Boilermakers de Purdue       | NCAA Div. I FBS | 05 | 13  | 099        | 07,6       | 0          | 16         | 19,8       |            |
| 2017  | Boilermakers de Purdue       | NCAA Div. I FBS | 12 | 40  | 688        | 17,2       | 08         | 49         | 57,3       |            |
| 2018  | Eagles de Philadelphie       | NFL             | 0  | -   | -          | -          | -          | -          | -          |            |
| 2019  | Francfort Universe           | GFL             | 09 | 45  | 692        | 15,4       | 10         | 53         | 76,9       |            |
| 2021  | Francfort Galaxy             | ELF             | 12 | 43  | 635        | 14,8       | 08         | 60         | 52,9       |            |
| 2022  | Rouge et Noir d'Ottawa       | LCF             | 0  | -   | -          | -          | -          | -          | -          |            |
| 2023  | Rhein Fire                   | ELF             | 10 | 60  | 984        | 16,4       | 11         | 50         | 98,4       |            |
| 2024  | Mousquetaires de Paris       | ELF             | 09 | 10  | 135        | 13,5       | 02         | 32         | 15,0       |            |
| 2025  | Mousquetaires de Paris       | ELF             | 11 | 25  | 363        | 14,5       | 04         | 38         | 33,0       |            |
| Total | Total                        | Total           | 82 | 283 | 4 428      | 15,6       | 52         | 71         | 54,0       |            |